# Stichting Leenrecht
Stichting Leenrecht is een Nederlandse collectieve beheersorganisatie. De stichting is door de Minister van Justitie aangewezen om de zogenoemde leenrechtvergoedingen te incasseren bij bibliotheken, spelotheken, cd-uitleen en kunstuitleen. Het recht van de "makers" van onder meer films, boeken, Cd's en games op deze vergoeding is vastgelegd in de Auteurswet en de wet op de Naburige rechten.
Via verdeelorganisaties van de verschillende groepen rechthebbenden worden deze vergoedingen jaarlijks aan de "makers" van de genoemde werken uitgekeerd.